# Đồ Luân
Đồ Luân (chữ Hán: 圖倫; 1596 – 6 tháng 9 năm 1614), Ái Tân Giác La, là một Tông thất của nhà Thanh trong lịch sử Trung Quốc. Ông sinh vào giờ Tuất, ngày 4 tháng 8 (âm lịch) năm Minh Vạn Lịch thứ 24 (1596) trong gia tộc Ái Tân Giác La, là con trai thứ tư của Trang Thân vương Thư Nhĩ Cáp Tề. Mẹ ông là Kế Phúc tấn Qua Nhĩ Giai thị (瓜尔佳氏). Năm Minh Vạn Lịch thứ 42 (1614), ông qua đời khi mới 19 tuổi, được truy phong làm Đa La Khác Hi Bối lặc (多罗恪僖贝勒).

## Gia quyến
- Đích Phu nhân: Vương giai thị (王佳氏), con gái của Anh Cách (英格).
- Con trai

1. Truân Tề Khách (屯齊喀, 22 tháng 10 năm 1613 – 11 tháng 9 năm 1658), mẹ là Vương Giai thị. Năm 1639 được phong Phụ quốc công, tấn Cố Sơn Bối tử (1644). Năm 1648 hàng làm Trấn quốc công, năm sau phục phong Bối tử. Năm 1657 bị cách tước. Có ba con trai.
2. Truân Tề (屯齊, 1614 – 1663), mẹ là Vương Giai thị. Được phong tước Phụ quốc công vào năm 1639,[3] lần lượt được thăng tước Cố Sơn Bối tử vào năm 1644, Đa La Bối lặc vào năm 1648 và bị cách tước vào năm 1652. Năm 1654 phục phong Trấn quốc công. Từng nhậm Bình Tây Đại tướng quân, Định Viễn Đại tướng quân, Đô thống Tương Lam kỳ. Năm 1778, Càn Long Đế đặc chỉ, Truân Tề có nhiều chiến công lại không có người thừa tập, nay gia ân con cháu Truân Tề tước vị Nhất đẳng Phụng quốc Tướng quân, thế tập võng thế. Có bảy con trai.

- Con gái:

1. Trưởng nữ (1610 – ?), được phong làm Quận chúa, kết hôn với Mậu Mặc Nhĩ Căn (茂墨爾根) – con trai của Ô Lạp Bối lặc Bố Chiếm Thái và Công chúa Mục Khố Thập.
2. Truân Triết (肫哲, 1612 – 1648), mẹ là Vương Giai thị. Từ nhỏ được Nỗ Nhĩ Cáp Xích nuôi dưỡng trong cung. Năm 1626 gả cho Thai cát Áo Ba (奥巴) thuộc Bác Nhĩ Tế Cát Đặc thị của Khoa Nhĩ Thấm.[4] Năm 1632, Ngạch phò Áo Ba qua đời, bà tái giá với Thổ Tạ Đồ Thân vương Ba Đạt Lễ (巴达礼). Năm 1637 được phong làm Hòa Thạc Công chúa.[5]